# Amantis aliena
Amantis aliena är en bönsyrseart som beskrevs av Max Beier 1930. Amantis aliena ingår i släktet Amantis och familjen Mantidae. Inga underarter finns listade i Catalogue of Life.